# Хояне-Пецкі
Хояне-Пецкі (пол. Chojane-Piecki) — село в Польщі, у гміні Кулеше-Косьцельне Високомазовецького повіту Підляського воєводства.
Населення — 68 осіб (2011).
У 1975-1998 роках село належало до Ломжинського воєводства.

## Демографія
Демографічна структура станом на 31 березня 2011 року:
|          | Загалом | Допрацездатний вік | Працездатний вік | Постпрацездатний вік |
| -------- | ------- | ------------------ | ---------------- | -------------------- |
| Чоловіки | 37      | 10                 | 22               | 5                    |
| Жінки    | 31      | 6                  | 17               | 8                    |
| Разом    | 68      | 16                 | 39               | 13                   |